# Boudette Peaks
Die Boudette Peaks sind zwei 2815 m und 2810 m hohe Berge im westantarktischen Marie-Byrd-Land. Sie ragen 1,5 km westsüdwestlich des Lavris Peak im nördlichen Teil des Massivs von Mount Hartigan in der Executive Committee Range auf.
Der United States Geological Survey (USGS) kartierte sie anhand eigener Vermessungen und Trimetrogon-Luftaufnahmen der United States Navy aus den Jahren von 1958 bis 1960. Das Advisory Committee on Antarctic Names benannte sie 1962 nach Eugene L. Boudette (1926–2007), Geologe des USGS und Mitglied der Mannschaft, die zwischen 1959 und 1960 das Marie-Byrd-Land durchquerte.